# Подводные лодки проекта 940 «Ленок»
Подводные лодки проекта 940 «Ленок» — серия советских дизель-электрических подводных лодок-спасателей — по классификации НАТО — India. Единственный в мире проект подводных спасательных кораблей. В 1974—1979 годах на заводе Ленинского Комсомола построены две лодки этого проекта, прослужившие до середины 1990-х годов. Каждая лодка несла два спасательных глубоководных аппарата проекта 1837.

## История проекта

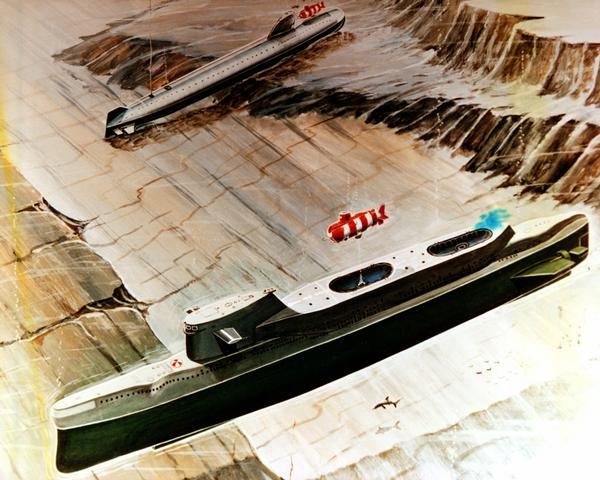
Два аппарата проекта 1837 с подводной лодки типа «Ленок» оказывают помощь АПЛ проекта 627, иллюстрация из журнала Soviet Military Power, 1987 год

В 1964—1968 годах в ЦКБ-112 велись работы по проектированию спасательных глубоководных аппаратов и средств их доставки, были разработаны спасательные глубоководные аппараты проекта 1837, средняя подводная лодка С-63 была переоборудована в спасательную по проекту 666. Целью работ было получение подводного спасательного комплекса, лишённого недостатков аналогов, размещённых на надводных кораблях. Подводные лодки-спасатели не зависели от гидрометеорологических условий в районе операции, могли находиться максимально близко к месту проведения спасательных работ, были способны обеспечить наилучшие условия для работы водолазов. 20 сентября 1967 года ЦК КПСС и Совет Министров СССР приняли постановление о строительстве двух спасательных подводных лодок специальной постройки.
По заданию, разрабатываемые корабли должны были выполнять следующие задачи:
- поиск аварийной подводной лодки самостоятельно и совместно с другими поисковыми силами на глубине до 280 метров,
- поиск аварийной подводной лодки при помощи СГА проекта 1837 на глубине до 500 метров,
- обследование аварийной подводной лодки при помощи водолазов на глубине до 200 метров,
- эвакуация экипажа авариной подводной лодки с глубины до 120 метров при помощи водолазов,
- эвакуация экипажа авариной подводной лодки с глубины до 500 метров при помощи СГА проекта 1837,
- поиск затонувших самолётов, торпед, ракет на глубине до 500 метров при помощи СГА проекта 1837 (или аналогичных аппаратов проекта 1839),
- подача шумовых, визуальных и радиосигналов о месте обнаружения аварийной подводной лодки,
- установление связи с экипажем аварийной подводной лодки при помощи оборудования лодки и водолазов, обеспечение жизнедеятельности терпящих бедствие подводников до эвакуации,
- оказание медицинской помощи водолазам и эвакуированным морякам, в том числе проведение декомпрессии,
- обеспечение испытаний новых образцов аварийно-спасательных средств,
- обеспечение подводных водолазных работ на глубине до 200 метров, а также на глубине до 300 метров с применением метода длительного пребывания водолазов в среде высокого давления,
- иметь возможность буксировать аварийную подводную лодку в надводном положении.

В 1969 году на базе имевшихся наработок в ЦКБ-112 под руководством Б. А. Леонтьева сразу без предварительного эскизирования был разработан технический проект, получивший номер 940. В 1972 году рабочие чертежи проекта 940 были переданы на завод имени Ленинского Комсомола в Комсомольске-на-Амуре. В 1974—1979 годах были построены две подводные лодки — БС-486 и БС-257.

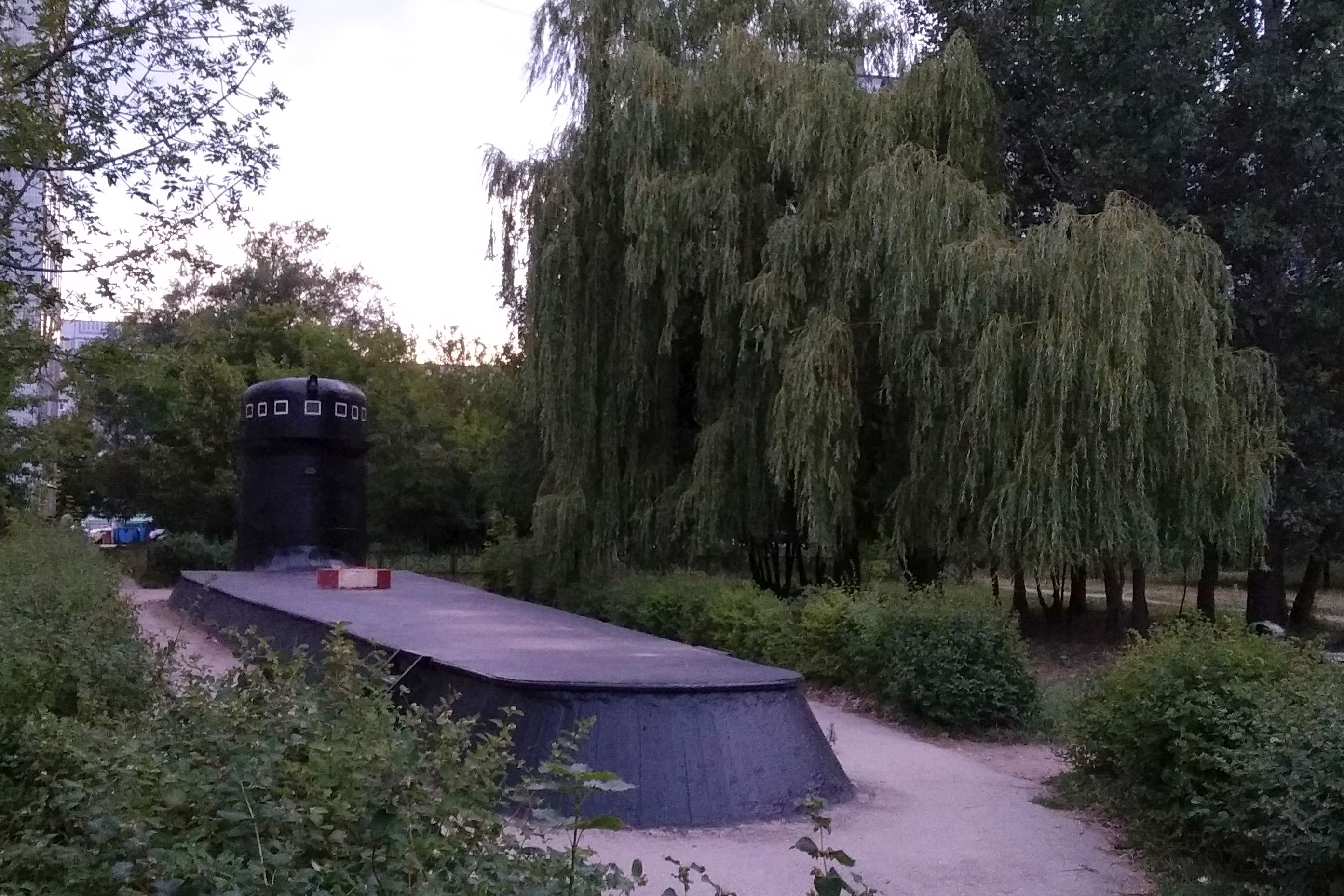
Часть рубки БС-257 как памятник в Рязани

БС-486 служила на Тихоокеанском флоте с 1974 по 1990 год, после чего встала на ремонт, а в 1995 году была списана и впоследствии утилизирована.
БС-257 вступила в строй в 1979 году, с 1980 года служила на Северном флоте, списана в конце 1990-х. Часть рубки сохранилась в составе монумента морякам-подводникам в Парке морской славы, город Рязань.

## Конструкция

### Корпус
Подводные лодки проекта 940 имели двухкорпусную конструкцию со штевневым носом, оптимизирующим обводы для преимущественно надводного хода и служащим для размещения гидроакустического оборудования. Запас плавучести был сравнительно большим и составлял 29 %. Горизонтальные рули размещены на ограждении прочной рубки, что улучшает маневренность по глубине на малых подводных скоростях. За ограждением прочной рубки находится высокий банкет с местами для размещения двух спасательных глубоководных аппаратов и защиты их от волнения моря вплоть до 8 баллов.
Прочный корпус разделялся на восемь отсеков, отсеки с первого по пятый делились на три палубы, с шестого по восьмой — на две палубы.
1. Аккумуляторный отсек. Здесь находились агрегатные помещения, офицерская кают-компания, каюта командира, в трюме — две группы аккумуляторных батарей. Один из двигателей лагового перемещения.
2. Командный отсек[1]. Верхнюю палубу второго отсека занимал центральный пост с отдельными штурманской и гидроакустической рубками, на средней палубе размещалось различное оборудование, в том числе рубки радиолокации и связи.
3. Кладовая провизии для экипажа и эвакуированных подводников, различные агрегаты, две дополнительные группы аккумуляторов[1].
4. Водолазный отсек. Верхняя палуба — каюты водолазов, средняя палуба — декомпрессионные камеры, отсек длительного пребывания под давлением, шлюзовая камера, посты управления работой водолазов и водолазного оборудования, аппаратура наблюдения за состоянием персонала в водолазном оборудовании. В четвёртом отсеке находился шлюз перехода в первый из СГА в надстройке. Проектированием и компоновкой водолазного оборудования отсека занимался 40-й ГосНИИ Министерства Обороны.
5. Жилой отсек. Каюты личного состава, камбуз, столовая, гироскопический пост.
6. Дизельный отсек. Два дизеля 1Д43 и сопутствующее оборудование.
7. Электромоторный отсек. Два главных гребных электродвигателя ПГ-141 с комплектом вспомогательных механизмов. Из седьмого отсека через шлюз можно было попасть во второй СГА в надстройке.
8. Медицинский отсек. Операционная, два изолятора, каюта врача, санитарный блок. Кроме того, в концевом восьмом отсеке располагались два вспомогательных электродвигателя экономического хода ПГ140 по 375 кВт и один из двигателей лагового перемещения.

### Силовая установка
Дизель-электрические подводные лодки проекта 940 в основном были унифицированы по силовым агрегатам с серийными ДЭПЛ того периода. Два дизеля 1Д43 по 4000 л. с. и два электромотора ПГ-141 по 3550 л. с. устанавливались также на подводные лодки проекта 651, четыре группы аккумуляторных батарей с элементами типа 419 обеспечивали дальность подводного хода в 18 миль полным ходом на 11,5 узлах либо 85 миль экономическим ходом 3 узла. Запас дизельного топлива обеспечивал дальность плавания в 5000 миль на крейсерской скорости 13 узлов. Кроме основных двигателей в концевых отсеках лодки находились небольшие электродвигатели лагового перемещения, служащие для подруливания, точного позиционирования относительно аварийной подводной лодки и для компенсации подводных течений. На лаговых двигателях лодка могла двигаться боком со скоростью до 0,3 узла.

### Специальное оборудование
Основой для выполнения лодками-спасателями их задач являлись водолазный комплекс, занимавший целиком четвёртый отсек, комплекс подводных аппаратов, специализированное поисковое и медицинское оборудование. В днище лодки был установлен комплекс видеокамер, позволяющих следить за подводной обстановкой, работой водолазов, ходом спасательной операции. 
Якорное оборудование позволяло устанавливать лодку на якорь на глубинах до 500 метров в 200-300 метрах от дна при течении до 2 узлов.

## Представители
Всего построено 2 корабля. Их легко различить на фотографиях, так как у головной БС-486 в носовой части кожух антенны ГАС светлый, а у строившейся позднее БС-257 он чёрный.
| Название | Иллюстрация | Место постройки                  | Заводской номер | Дата закладки   | Дата спуска     | Дата вступления в строй | Флот               | Примечания                                                                                       |
| -------- | ----------- | -------------------------------- | --------------- | --------------- | --------------- | ----------------------- | ------------------ | ------------------------------------------------------------------------------------------------ |
| БС-486   | БС-486      | завод имени Ленинского Комсомола | 194             | 22 февраля 1974 | 7 сентября 1975 | 21 января 1976          | Тихоокеанский флот | Разделана на металл в 2000 году                                                                  |
| БС-257   | БС-257      | завод имени Ленинского Комсомола | 195             | 23 февраля 1978 | 27 мая 1979     | 1 сентября 1979         | Северный флот      | Разделана на металл в 2005 году. Часть ограждения прочной рубки сохранена как памятник в Рязани. |